# 王遐举
王遐举（1909年—1995年），原名克元，笔名野农、清泉，湖北监利人，中国书法家，中央文史研究馆馆员，中国美术馆馆员，中国国民党革命委员会党员。